# 대한민국 제21대 국회의원 선거 열린민주당 후보 목록
다음은 대한민국 제21대 국회의원 선거 열린민주당 후보 목록이다. 2020년 3월 22일 기준으로, 열린민주당의 비례대표 후보 경선이 진행 중이며 2020년 3월 23일 19시(KST)에 경선 투표 마감할 것이다. 잠정 비례대표후보 명단은 3월 23일 23:30(KST)에 결정되었고 3월 24일 비례대표후보 1인이 사퇴한 후 온라인 전당원 투표에 의해 비례대표 후보 명단이 확정되었고 3월 25일에 후보 1인이 추가 사퇴한 후 비례대표 후보 명단이 최종 확정되었다.

## 비례대표
| 순번 | 후보자 | 경력                                                                                            |
| ---- | ------ | ----------------------------------------------------------------------------------------------- |
| 1    | 김진애 | 제18대 국회의원(통합민주당->민주당->민주통합당) / 전 대통령자문건설기술건축 문화선진화위원장    |
| 2    | 최강욱 | 전 대통령비서실 민정수석실 공직기강 비서관 / 전 방송문화진흥회 이사                             |
| 3    | 강민정 | 서울시교육청 혁신학교운영 위원회 위원장                                                         |
| 4    | 김의겸 | 전 대통령 대변인 / 전 한겨레신문 논설위원                                                       |
| 5    | 허숙정 | 발달장애인권익옹호활동가 / 전 30기계화보병사단 인사, 안전 장교(중위 만기전역)                   |
| 6    | 주진형 | 전 한화투자증권 대표이사 / 전 2016년 더불어민주당 총선정책공약단 부단장                         |
| 7    | 한지양 | 노무법인 하나 대표노무사 / 전 한국공인노무사회 법제 이사                                        |
| 8    | 황희석 | 전 법무부 인권국장 / 전 법무부 검찰개혁추진지원단장                                             |
| 9    | 이지윤 | 플레시먼힐러드코리아 센터장 / 전 서울시설공단 이사장                                            |
| 10   | 김성회 | 정치연구소 씽크와이 소장 / 전 신계륜, 정청래, 손혜원 보좌관                                     |
| 11   | 변옥경 | 전 더불어민주당 수원(무) 지역위원회 아동가족위원장 / 전 세월호유가족트라우마 치유센터 센터장    |
| 12   | 안원구 | 플란다스의 계 대표 / 전 대구지방국세청장                                                        |
| 13   | 정윤희 | 대통령소속 도서관정보정책위원회 위원 / 책문화네트워크 대표                                      |
| 14   | 황명필 | 대통령직속 국가균형발전위원회 국민소통특별위원 / 전 노사모 16대 대선특위 전국온라인정책홍보팀장 |
| 15   | 국령애 | 다산명가(주) 사회적기업 대표                                                                    |
| 16   | 조대진 | 법무법인 민행 변호사 / 간송문화재단 법무임원                                                    |
| 17   | 김정선 | 전 더불어민주당 여성리더십센터 부소장 / 전 안산문화재단 안녕?!오케스트라 음악감독               |

## 같이 보기
- 대한민국 제21대 국회의원 선거